# فرانتس اشلگل‌برگر
لوئیس رودلف فرانتس اشلگلبرگر (به آلمانی: Franz Schlegelberger) (زاده ۲۳ اکتبر ۱۸۷۶ – درگذشته ۱۴ دسامبر ۱۹۷۰) وزیر دادگستری آلمان نازی بود. وی در دادگاه نورنبرگ به خاطر آنچه قضاوت ناعادلانه گفته شد محکوم به تحمل بالاترین مجازات حبس شد.

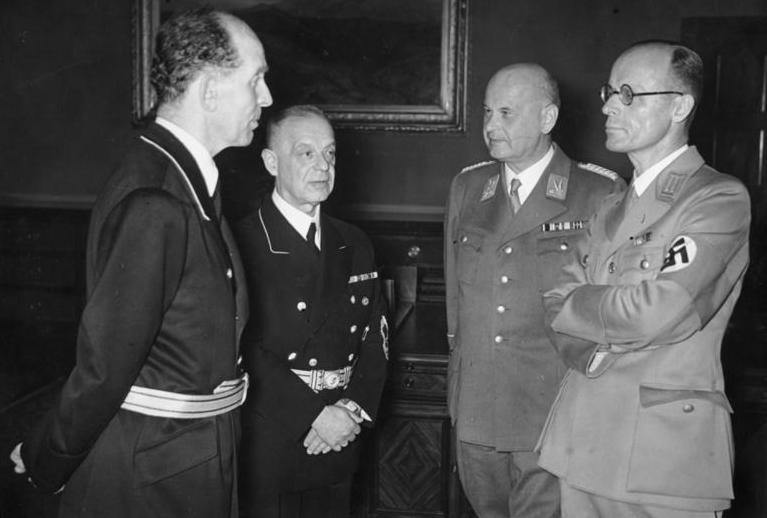
اشلگلبرگر نفر دوم از سمت چپ به همراه سه تن از اعضای حزب نازی مشغول گفتگو در خصوص سیستم حقوقی آلمان نازی بر اساس ایدئولوژی نازیسم است.